# Björkkornlöpare
Björkkornlöpare (Amara brunnea) är en skalbaggsart som beskrevs av Leonard Gyllenhaal. Björkkornlöpare ingår i släktet Amara och familjen jordlöpare. Arten är reproducerande i Sverige. Inga underarter finns listade i Catalogue of Life.

## Bildgalleri

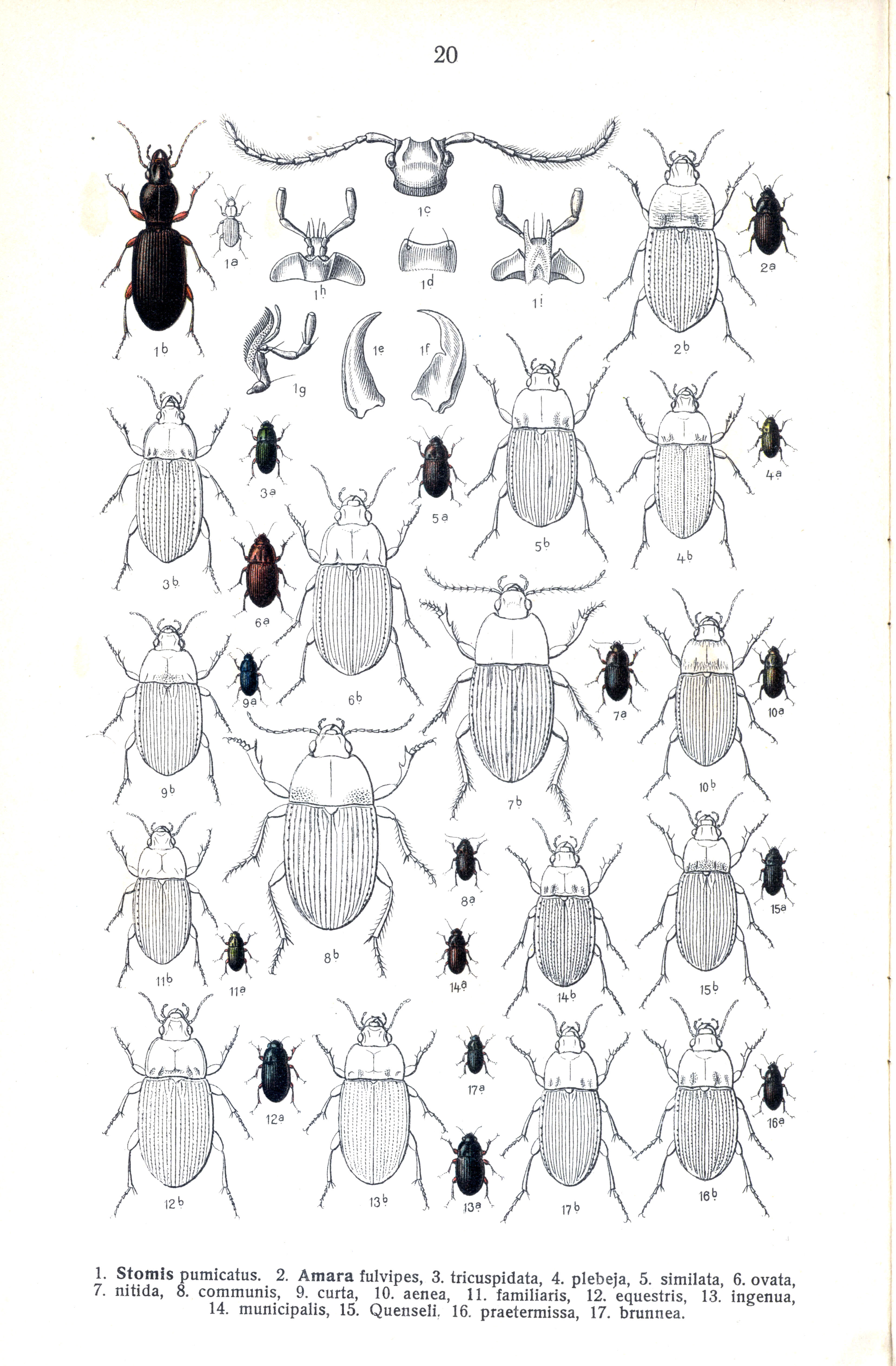
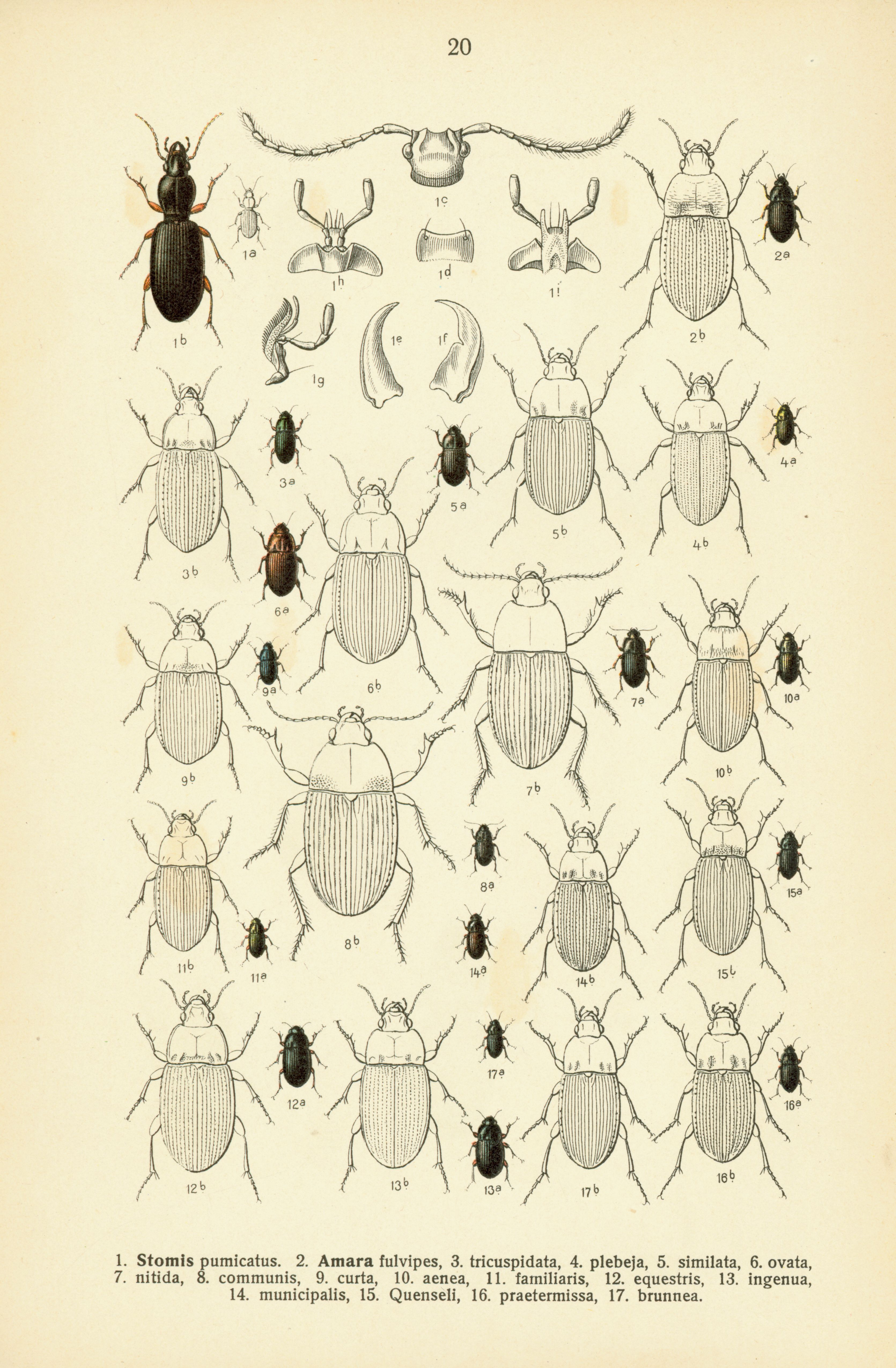